# Битка при Кремона (69 г.)
Вижте пояснителната страница за други значения на Битка при Кремона.
Втората битка при Кремона или Втората битка при Бедриакум (Bedriacum; Betriacum) е решителната битка в римската гражданска война за наследството трона на Нерон (Годината на четиримата императори). Провежда се на 24/25 октомври 69 г. в Горна Италия между Кремона и Мантуа при Бедриакум.
Преди това, на 14 април 69 година се състои Първата битка при Бедриакум.
Във Втората битка при Бедриакум войската на командващия източните легиони Веспасиан разбива силите на Вителий, след което на 1 юли Веспасиан е провъзгласен за император, основавайки династията на Флавиите.